# أتشان (فيروزكوه)
أتشان (بالفارسية: اتشان) هي قرية تقع في قسم حبلرود الريفي (مقاطعة فيروزكوه) في إيران. يقدر عدد سكانها بـ 353 نسمة بحسب إحصاء 2016.